# Jos Rovers

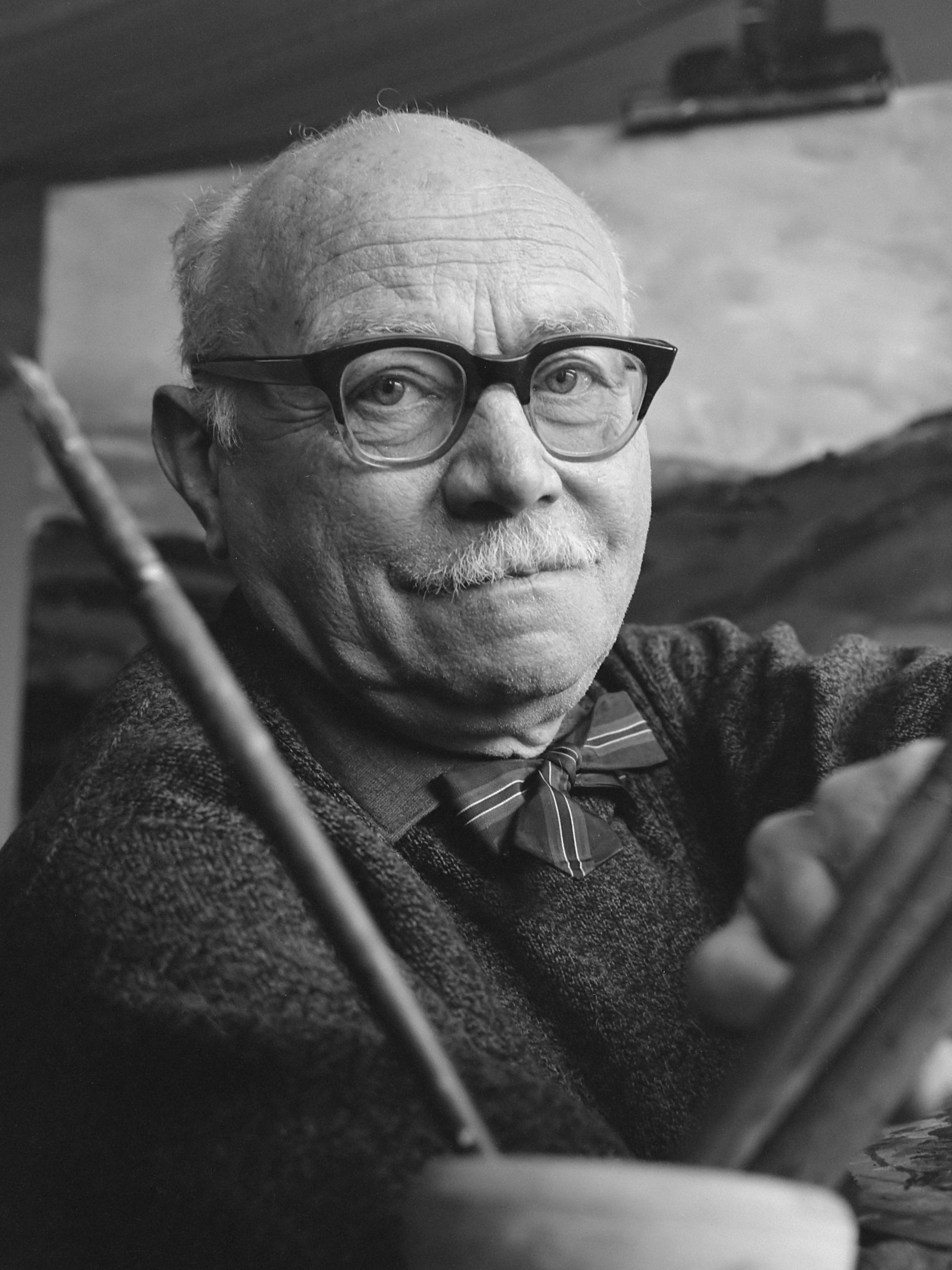
Jos Rovers (1963)

Joseph Johannes (Jos) Rovers (Utrecht, 15 december 1893 – Amsterdam,  7 oktober 1976) was een Nederlands beeldhouwer, graficus, kunstschilder, tekenaar, boekbandontwerper, etser, illustrator en docent aan een academie. Hij is de vader van Anton Rovers. Hij volgde een opleiding aan de Koninklijke Academie voor Schone Kunsten in Antwerpen onder leiding van Isidore Opsomer.
Zijn werkzame periode was van 1908 tot 1976, in Haarlem tot 1930 en in Amsterdam van 1930 tot 1976. Zijn onderwerpen waren: landschappen, naaktfiguren, stadsgezichten, portretten, stillevens, winterlandschappen en het ontwerpen van affiches. Voor Uitgeverij en Drukkerij De Spaarnestad in Haarlem was hij boekbandontwerper.
Hij was winnaar van de Koninklijke Subsidie, de St. Lucasprijs in 1939, en
de zilveren medaille van de stad Parijs in 1955 op de Nederlandse tentoonstelling. Hij was lid van Arti et Amicitiae in Amsterdam, (voorzitter 1946-1948) en van de Vereeniging Sint Lucas in Amsterdam en docent aan de Rijksakademie van beeldende kunsten in Amsterdam.
- Biografisch Portaal: 77981972
- Digitale Bibliotheek voor de Nederlandse Letteren: rove014
- International Standard Name Identifier: 0000 0003 9575 5627
- Nederlandse Thesaurus van Auteursnamen: 07364630X
- RKD-Nederlands Instituut voor Kunstgeschiedenis: 68622
- Virtual International Authority File: 290541003
- WorldCat: E39PBJhCBFV4FrJkCmrW6JxqwC